# 백문기 (1924년 4월)
백문기(白文基, 1924년 4월 29일 ~ 1950년 12월 17일)는 대한민국의 독립운동가이다.
본관은 수원(水原)이고 호(號)는 국촌(菊村)이다.

## 생애

### 독립 운동
경상북도 대구 교남고등보통학교 출신인 그는 일제 강점기 말기였던 1943년에 학병 징집된 그는 일본군 제8637부대에서 동료 3명과 함께 탈출하여 중국군 제4군단 제45사단에 편입하여 항일 활동을 전개하였다. 그후 광복군 제1지대 제3구대에 편입되어 단기교육을 수료한 후 공작반에 배속되어 항일 운동을 전개하던 중 광복을 목도하였다.

### 조선 광복 이후
이후 1946년 3월, 대한민국에 귀국한 그는 1946년 6월에서 1950년 2월까지 한국독립당 초급행정위원을 역임하였다. 그 후 1950년 6월 25일, 한국 전쟁 때 서울을 벗어나 경상북도 문경에 피난하였지만 1950년 12월 17일, 그곳에서 부인과 슬하 1남 1녀를 남긴 채 향년 27세로 병사(요절)하였다.

## 사후
- 대한민국 정부는 고인의 공훈을 기리고자 1982년 대한민국 대통령 표창장을, 1990년 대한민국 건국훈장 애족장을 각각 추서하였다.